# Кюизре
Кюизре́ (фр. Cuiserey) — коммуна во Франции, находится в регионе Бургундия. Департамент коммуны — Кот-д’Ор. Входит в состав кантона Мирбо-сюр-Без. Округ коммуны — Дижон.
Код INSEE коммуны — 21215.

## Население
Население коммуны на 2010 год составляло 154 человека.
| 1962 | 1968 | 1975 | 1982 | 1990 | 1999 | 2010 |
| ---- | ---- | ---- | ---- | ---- | ---- | ---- |
| 64   | 72   | 73   | 92   | 91   | 85   | 154  |

## Экономика
В 2010 году среди 91 человека трудоспособного возраста (15—64 лет) 70 были экономически активными, 21 — неактивными (показатель активности — 76,9 %, в 1999 году было 67,9 %). Из 70 активных жителей работали 70 человек (36 мужчин и 34 женщины), безработных не было. Среди 21 неактивных 3 человека были учениками или студентами, 11 — пенсионерами, 7 были неактивными по другим причинам.